# Rubber Bridge
Il Rubber bridge è un gioco di carte, viene anche definito partita libera, sottintendendo che si è nell'ambito del bridge, in antitesi al Bridge duplicato.
Viene giocato da quattro giocatori che formano due coppie. Solitamente è giocato per il puro divertimento, ma spesso, può esserlo in maniera più seria e per denaro. Nel Rubber Bridge, come in tutti i giochi di carte, è insita una dose di fortuna, data dal fatto di avere in mano carte più o meno buone, ma le capacità del giocatore sono preponderanti, a lungo andare, nell'ottenimento dei risultati.

## Regole del Gioco
Per giocarlo è necessario un mazzo di carte standard da 52, per velocizzare le fasi di gioco, però, spesso si usano due mazzi, cosicché, mentre il mazziere distribuisce le carte, quello della mano successiva mescola l'altro mazzo e lo fa tagliare.
Il valore delle carte è: AKQJ1098765432.
I semi hanno un rango convenzionale che è: Senza Atout (SA), Picche(P), Cuori(C), Quadri (Q), Fiori (F); SA è il più alto, F il più basso.
Il gioco si svolge in senso orario.
Il mazziere, dopo averlo mescolato, fa alzare il mazzo al giocatore alla sua destra.
Le carte debbono essere distribuite una ad una partendo dal giocatore che sta a sinistra del mazziere.
Il contratto da giocare viene stabilito mediante un'asta (licita) in cui ogni giocatore può impegnare la propria coppia a conquistare un certo numero di mani se l'atout (briscola) sarà quella dalui dichiarata. Una dichiarazione è quindi data da un numero, da 1 a 7, che rappresenta il numero di prese, oltre la sesta che ci si impegna a realizzare, e da un seme d'atout. Es. "1 FIORI" significa che ci si impegna a realizzare 7 prese con atout Fiori, "3 SA" 9 prese giocando senza atout.
Oltre a queste dichiarazioni si può dire "PASSO", oppure "CONTRO" nel caso si ritenga che gli avversari non saranno in grado di realizzare il contratto, in questo caso tutti i punti (positivi o negativi) verranno raddoppiati e, se l'ultima licita di un avversario sia stata CONTRO, "SURCONTRO" in questo caso i punti vengono quadruplicati. 
Il mazziere è il primo a parlare, al loro turno ogni giocatore può passare o effettuare una chiamata che superi, per numero di prese o per rango del seme, l'ultima effettuata da altri. Es. se l'ultima licita valida è stata 2C, un giocatore potrà o licitare 3 (o più) di qualsiasi seme, oppure 2P o 2SA (semi di rango superiore a cuori) ma non 2F o 2Q in quanto il rango è inferiore a cuori.
Un giocatore può dichiarare anche se precedentemente era passato.
La licita termina quando tre giocatori consecutivi sono passati, il contratto valido sarà allora quello della più alta dichiarazione (eventualmente contrata o surcontrata), e tale contratto dovrà essere giocato dal giocatore, della coppia vincitrice, che per primo ha nominato il seme d'atout.
Il suo compagno, una volta che l'avversario alla sua destra avrà giocato la prima carta (carta di attacco), calerà le proprie carte sul tavolo rendendole visibili a tutti e diventerà il morto, potendo per quella mano solo osservare l'andamento del gioco, senza parteciparvi attivamente e senza commentarlo o suggerire.
Il gioco della carta segue queste regole: è obbligatorio rispondere, cioè giocare una carta dello stesso seme di quella giocata dal primo di mano, se non se ne hanno si può tagliare giocando una carta d'atout (se si gioca a colore), oppure scartare una carta di un altro seme. Quando tutti i quattro giocatori hanno giocato, vincerà la mano colui che ha messo in tavola la più alta carta del seme giocato dal primo, oppure (solo se non si gioca a SA) chi ha messo la carta d'atout più alta.
Il vincitore di una mano gioca quindi una nuova carta ed inizia una nuova mano.

## Punteggio
Il punteggio viene riportato su un foglio con due colonne ("NOI" e "LORO"), all'incirca a metà viene tracciata una linea orizzontale, che lo divide in "sopra la linea" e "sotto la linea", sotto la linea si segnano solo i punti relativi a mani dichiarate e fatte, mentre sopra tutti gli altri (bonus, punti in più o penalità degli avversari). Quando una coppia raggiunge o supera i 100 punti, sotto la linea, ha vinto una manche, viene tracciata una nuova linea orizzontale e tutti i punti precedentemente segnati diventano sopra la linea. La partita viene vinta dalla coppia che per prima si aggiudica due manche.
Punti per prese: 
| Seme                      | Punti                         |
| ------------------------- | ----------------------------- |
| Senza Atout               | Prima presa 40, successive 30 |
| Maggiori (Picche e Cuori) | 30 per presa                  |
| Minori (Quadri e Fiori)   | 20 per presa                  |

Questi punti si segnano sotto la linea per tutte le prese dichiarate e fatte e sopra la linea per quelle realizzate in più.
Realizzando un contratto contrato i punti vengono raddoppiati, in più, sopra la linea vengono assegnati 50 punti bonus.
Realizzando un contratto surcontrato si raddoppiano i punti di un contratto contrato..  

### Bonus

#### Bonus Partita
La coppia che vince la partita riceve un bonus di 500 punti se gli avversari sono in zona (si dice anche in seconda) cioè si sono aggiudicati una manche, altrimenti il bonus è di 700 punti.

#### Prese Extra
Si segnano sopra la linea nel caso di prese realizzate in più di quelle dichiarate
Over-tricks per trick:
| ExtraPrese  | In Prima           | In Seconda         |
| ----------- | ------------------ | ------------------ |
| Normali     | Valore della Presa | Valore della Presa |
| Contrate    | 100                | 200                |
| Surcontrate | 200                | 400                |

#### Bonus Onori
Il bonus viene assegnato nel caso che tutti gli onori siano nella medesima mano
| Onori                                  | Punti |
| -------------------------------------- | ----- |
| Tutti i 4 Assi giocando SA             | 150   |
| 5 onori maggiori (AKQJT) seme di atout | 150   |
| 4 dei 5 onori maggiori                 | 100   |

#### Bonus slam
Per ogni slam dichiarato e fatto:
|                         | Prima | Seconda |
| ----------------------- | ----- | ------- |
| Piccolo Slam (12 Prese) | 500   | 750     |
| Grande Slam (13 Prese)  | 1000  | 1500    |

### Penalizzazioni
segnati sopra la linea dai difensori in caso di un contratto fallito:
| Prese             | 1 down | 2 down | 3 down | successive     |
| ----------------- | ------ | ------ | ------ | -------------- |
| Non in Zona       | 50     | 100    | 150    | +50 per Presa  |
| In Zona           | 100    | 200    | 300    | +100 per Presa |
| Contrato in Prima | 100    | 300    | 500    | +300 per Presa |
| Contrato in Zona. | 200    | 500    | 800    | +300 per Presa |

Per un contratto surcontrato le penalità sono raddoppiate rispetto ad uno contrato.

### Esempio di punteggio
Questo esempio illustra l'andamento di una partita; l'ordine in cui vengono solitamente segnati i risultati va dall'alto in basso, sotto la linea, e dal basso in alto sopra; tipicamente i giocatori vengono denominati usando i punti cardinali, quindi una coppia sarà formata da Nord-Sud (NS) e l'altra da Est-Ovest(EO):
1. NS dichiara 1SA (40 sotto) e realizza una pres in più (30 sopra)
2. EO dichiarano e fanno 3C (90 sotto)
3. EO dichiarano 3Q che è stato Contrato, e realizzano solo 7 prese (2 down) (300 sopra per NS)
4. NS dichiarano e fanno 2SA (70 sotto), coi 40 precedenti realizzano una manche. Una nuova linea viene tracciata in basso ed i precedenti 90 punti di EW sono annullati (passano sopra. NS passano in seconda.
5. EO dichiarano e fanno 6P (180 sotto), vincendo la manche. Il bonus per lo slam (500) viene segnato sopra, come anche i punti onore (100). EW sono ora in seconda anche loro. Una nuova linea viene tracciata in basso.
6. NS dichiarano e fanno 4P. Questa è la loro seconda manche, quindi vincono la partita. Ricevono un premio di 500 punti. Si fanno i totali che ammontano a 1060 per NS e 870 per EW.

Differenza arrotondata 200 punti che, nel caso si giocasse a soldi, devono essere moltiplicati per il valore di un punto e rappresentano quanto dovranno ricevere dagli sconfitti.

## Tattica
Nel rubber bridge l'obbiettivo è di realizzare il massimo dei punti possibili in ogni mano ed è fondamentale cercare di vincere la partita per incassare il bonus relativo che, generalmente, permette di ottenere un vantaggio decisivo sugli avversari. Di converso, la realizzazione di prese extra non ha molta importanza, in quanto il guadagno che si ottiene è irrilevante (a differenza di quanto succede nel bridge duplicato.
Quando ci si rende conto che non è possibile giocare per la manche non ha senso contrastare le dichiarazioni dell'avversario, in quanto, a fronte di un piccolo guadagno, si rischia di spingerlo a raggiungere a sua volta la manche, ottenendo un alto punteggio.
Le dichiarazioni di sacrificio possono costare care ed hanno senso solo se permettono di non far arrivare in seconda gli avversari, in quanto è facile essere penalizzati di 500 punti, lo stesso valore del bonus di vittoria.

## Storia
Rubber bridge è la forma tradizionale con cui il bridge era nato. Divenne piuttosto famoso dopo aver ottenuto grossa pubblicità a seguito di un celebre match, che venne definito "Bridge battle of the century", che si tenne tra il Dicembre del 1931 ed il Gennaio '32 tra due squadre capitanate da Ely Culbertson e Sydney Lenz. Vennero giocati un totale di 150 smazzate,  e la vittoria finale arrise al team di Culbertson con un margine di 8.980 points. L'incontro fu un totale successo sia per il gioco in se stesso che per il concetto di licita preconizzato da Culbertson.